# Przygody młodego umysłu
Przygody młodego umysłu. Publicystyka i proza 1931-1939 – zbiór utworów Czesława Miłosza, wydany  w  2003 r. przez wydawnictwo  Znak w Krakowie.
Tom obejmuje młodzieńczą publicystykę Miłosza: artykuły, eseje i szkice, manifesty, korespondencje z Paryża, sylwetki literackie, recenzje (książkowe, teatralne i filmowe) pisane w latach 1931-1939 w Wilnie, Paryżu i Warszawie, publikowane na łamach licznych czasopism okresu międzywojennego oraz pierwsze, później zarzucone, próby prozatorskie. 
Część II zbioru zawiera dwie nowele:
- Obrachunki (nowela nagrodzona na konkursie „Pionu” w 1938 r.)
- Comoedia

W Aneksie umieszczono najważniejsze głosy krytyczne i polemiki, wywołane najgłośniejszymi wystąpieniami publicystycznymi Miłosza, autorstwa: Jana Pawła Niemrawy (Jerzego Putramenta) („Tępi wyznawcy”. W odpowiedzi humaniście), Lucjana Szenwalda (W odpowiedzi Czesławowi Miłoszowi), Gustawa Herlinga-Grudzińskiego (Obrona metafory. Poprawki do artykułu Czesława Miłosza), Jana Aleksandra Króla (Przeciw wyrażaniu siebie) oraz Ignacego Fika (Grzech anielstwa).

## Wybrane recenzje
- Nowosielski Kazimierz, A jednak możliwe, „Przegląd Polityczny” 2005, nr 69, s. 182-184.
- Sobieraj Sławomir, „Ruch Literacki” 2005, z. 1, s. 94-98.
- Węgrzyniak Rafał, Próby samookreślenia młodego Miłosza, „Zeszyty Literackie” 2004, nr 3, s. 159-162.
- Wyka Marta, Mitologiczna mgła, „Dekada Literacka” 2004, nr 1.